# Serianus birabeni
Espèce
Serianus birabeni est une espèce de pseudoscorpions de la famille des Garypinidae.

## Distribution
Cette espèce est endémique d'Argentine. Elle se rencontre dans les provinces de La Rioja, de Catamarca et de Santiago del Estero.

## Étymologie
Cette espèce est nommée en l'honneur de Max Birabén.

## Publication originale
- Feio, 1945 : Novos Pseudoscorpioes de regiao neotropical (com a descrição de uma subfamilia, dois generos e sete especies). Boletim do Museu Nacional de Rio de Janeiro, vol. 44, p. 1-47.